# 2023年泛美运动会现代五项比赛
2023年泛美运动会现代五项比赛是2023年泛美运动会的其中一个比赛项目，于2023年10月21日至27日在智利拉斯孔德斯军校进行。比赛分为五个小项，分别是男子个人、男子接力、女子个人、女子接力和混合接力。
此次比赛是2024年巴黎奥运现代五项项目的美洲区资格赛。男子个人和女子个人两个小项各分配五个席位，每个小项的五个席位当中，先分配一个给所有未获资格选手中排名最高的，再分配两个给余下未获资格北美洲选手中排名最高的，余下两个则再分配给未获资格南美洲选手中排名最高的。每个代表团在每个小项上最多只能通过该赛事获得一个席位。

## 参赛代表团
共有14个代表团获得现代五项项目的参赛资格。
- 阿根廷（6）
- 玻利维亚（4）
- 巴西（6）
- 加拿大（5）
- 智利（4）
- 古巴（5）
- 厄瓜多尔（6）
- 独立运动员（6）
- 美国（5）
- 墨西哥（7）
- 秘鲁（3）
- （4）
- 乌拉圭（2）
- 委内瑞拉（3）

## 奖牌榜
| 排名                     | 国家 / 地区              | 金牌 | 銀牌 | 銅牌 | 总计 |
| ------------------------ | ------------------------ | ---- | ---- | ---- | ---- |
| 1                        | 墨西哥                   | 5    | 2    | 0    | 7    |
| 2                        | 厄瓜多尔                 | 0    | 1    | 2    | 3    |
| 3                        | 独立运动员               | 0    | 1    | 1    | 2    |
| 3                        | 美国                     | 0    | 1    | 1    | 2    |
| 5                        | 加拿大                   | 0    | 0    | 1    | 1    |
| 总计（共5个国家 / 地区） | 总计（共5个国家 / 地区） | 5    | 5    | 5    | 15   |

## 奖牌得主
| 项目     | 金牌                                                 | 银牌                                                  | 铜牌                                              |  |  |  |
| 男子个人 | Emiliano Hernández · 墨西哥（MEX）                   | Duilio Carrillo · 墨西哥（MEX）                       | Andrés Torres · 厄瓜多尔（ECU）                   |  |  |  |
| 男子接力 | 墨西哥（MEX） · Emiliano Hernández · Duilio Carrillo | 美国（USA） · Tristen Bell · Brendan Anderson         | 厄瓜多尔（ECU） · Bayardo Naranjo · Andrés Torres |  |  |  |
|          |                                                      |                                                       |                                                   |  |  |  |
| 女子个人 | Mayan Oliver · 墨西哥（MEX）                         | Catherine Oliver · 墨西哥（MEX）                      | Sophia Hernández · 独立运动员（EAI）              |  |  |  |
| 女子接力 | 墨西哥（MEX） · Catherine Oliver · Mayan Oliver      | 独立运动员（EAI） · Paula Valencia · Sophia Hernández | 加拿大（CAN） · Kelly Fitzsimmons · Devan Wiebe   |  |  |  |
|          |                                                      |                                                       |                                                   |  |  |  |
| 混合接力 | 墨西哥（MEX） · Tamara Vega · Manuel Padilla         | 厄瓜多尔（ECU） · Sol Naranjo · Andrés Torres         | 美国（USA） · Jessica Davis · Brendan Anderson    |  |  |  |